# Ussuri
L'Ussuri (in russo Уссу́ри?; in cinese 烏蘇里江T, 乌苏里江S, Wūsūlǐ jiāngP, in manciù ᡠᠰᡠᡵᡳ
ᡠᠯᠠ, Usuri ula) è un fiume dell'Asia nord-orientale (Russia e Cina), affluente di destra dell'Amur.

## Percorso
L'Ussuri ha origine nella parte meridionale della catena dei Sichotė-Alin', dal loro versante occidentale, a poca distanza dalla costa che si affaccia sul Mar del Giappone. Scorre successivamente con direzione mediamente settentrionale su tutto il suo percorso, in un territorio prevalentemente pianeggiante che costituisce la sezione orientale del bassopiano manciuriano. L'Ussuri fluisce dapprima in territorio russo, mentre a valle di Lesozavodsk comincia a segnare con il suo corso il confine russo-cinese.
Dopo circa 900 chilometri di percorso totale, l'Ussuri sfocia nell'Amur nel suo basso corso, non lontano dall'importante città di Chabarovsk; poco prima della foce si divide in due rami, che racchiudono due vaste isole fluviali (Bol'šoj Ussurijskij e Tarabarov). Secondo altre fonti, il principale ramo sorgentizio dell'Ussuri prende il nome di Ulahe o Sandagou; la lunghezza del fiume Ussuri scende in questo caso a 588 km.

## Bacino idrografico

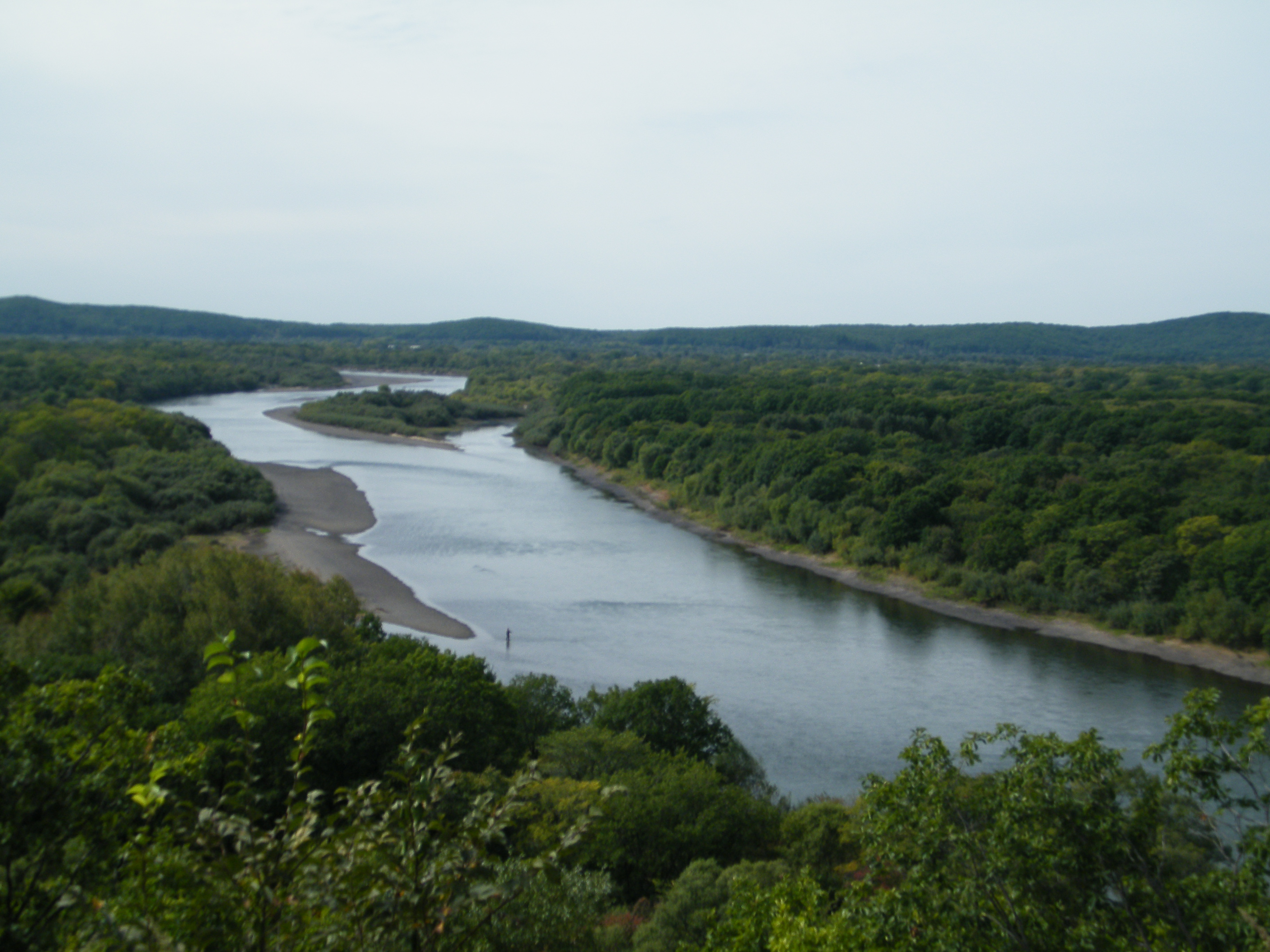
L'Ussuri nei pressi dell'insediamento di Gornye Ključi.

Il bacino idrografico del fiume si estende su quasi 200.000 chilometri quadrati ed è diviso fra la Russia e la Cina. Il territorio digrada da est verso ovest ed è prevalentemente pianeggiante o interessato da bassi rilievi collinari; il confine orientale del bacino è segnato dalla imponente catena montuosa dei Sichotė-Alin'.
Nel bacino dell'Ussuri si estendono diversi laghi, il maggiore dei quali (uno dei maggiori della Russia e della Cina) è il lago Chanka, collegato al corso dell'Ussuri tramite l'affluente Sungača.
I principali tributari sono Arsen'evka, Sungača, Mulin e Naoli dalla sinistra idrografica (questi ultimi due scorrono interamente in territorio cinese), Pavlovka, Žuravlëvka, Bol'šaja Ussurka (precedentemente conosciuta come Iman), Chor, Bikin, Podchorënok e Kija dalla destra. Gli affluenti di sinistra sono generalmente più lunghi, dal momento che scorrono in zone pianeggianti.

## Regime
Il clima delle regioni attraversate ha fortissime caratteristiche di continentalità, con inverni rigidissimi dominati dalla presenza dell'anticiclone russo-siberiano ed estati calde, molto umide e nuvolose, con prevalenza di masse d'aria di origine subtropicale.
Il regime del fiume è strettamente legato agli andamenti climatici. La rigidità degli inverni determina lunghi periodi di congelamente superficiale delle acque del fiume, durante i quali si raggiungono i valori minimi di portata d'acqua. Le portate salgono invece con l'arrivo della primavera, mentre i periodi di piena coincidono con l'estate e l'inizio dell'autunno, in risposta alle abbondanti piogge portate dalla circolazione monsonica dell'Asia orientale. In questi periodi si possono avere frequenti eventi alluvionali.
I valori medi di portata, nel basso corso a circa 150 km dalla foce, sono intorno ai 1.150 m³/s, con massimi che possono salire a oltre 10.000.

## Storia
Nel marzo del 1969 le sue sponde furono teatro di sanguinosi scontri di frontiera tra l'esercito sovietico e quello cinese al culmine della crisi sino-sovietica.